# Rodolfo de Melo
Rodolfo Alves de Melo (Santos, 19 de março de 1991), conhecido por Rodolfo, é um futebolista brasileiro que joga como goleiro. Atualmente, joga pelo Trieste.

## Carreira

### Paraná
Revelado nas categoria de base do Paraná, Rodolfo foi promovido ao time principal do clube em 2009. Ficou 1 ano atuando pela equipe. Rodolfo moveu uma ação judicial contra o clube e se transferiu para o Internacional.

### Internacional
No clube gaúcho, o goleiro atuou na categoria de base e não conseguiu ser promovido ao time principal. Sem oportunidades de atuar também no Internacional, Rodolfo foi vendido ao Atlético Paranaense.

### Atlético Paranaense
Rodolfo assinou contrato com o Furacão até 2014. Estreou profissionalmente em 2012. Também em 2012, viveu um drama. Rodolfo foi pego no exame antidoping e suspenso por 30 dias. Segundo o clube paranaense, tinha sido encontrada 'substância não permitida'. Depois, foi revelado que Rodolfo tinha sido pego no antidoping por uso de cocaína. Logo após, Rodolfo admitiu ser dependente químico, pediu ajuda ao Furacão e foi internado em uma clínica de reabilitação.
| “ | Eu pedi ajuda ao Atlético porque sou um dependente químico já faz um tempo. Pedi ajuda porque estava precisando. O Atlético está me ajudando bastante, com o Moro (advogado), os psicólogos... Vou dar o máximo para sair desta situação. Vou passar um tempo num lugar para me recuperar e, se Deus quiser, vai dar certo (pausa). A recuperação, para mim, será muito importante, porque tenho dois filhos e, nas conversas com os psicólogos, eu falava bastante deles. A recuperação vai ser pensando neles. | ” |

Pego em 2º exame antidoping, Rodolfo corria o risco de ser banido do futebol. Julgado, por decisão unânime, o STJD (Superior Tribunal de Justiça Desportiva) decidiu suspender Rodolfo por dois anos. O STJD estipulou que se o clube provasse mensalmente, através de exames, que o goleiro tinha parado de usar a droga, a punição cairia para um ano - o que foi feito. Após sair da  clínica de reabilitação, passou a fazer algumas atividades com o grupo rubro-negro em 2013, para manter a forma física. Em 5 de setembro de 2013, Rodolfo foi liberado para jogar após cumprir suspensão por doping.
| “ | É um sentimento muito bom em estar de volta. A vida que eu tinha antes, não desejo a ninguém. Era uma vida de ilusão, sem significado. Hoje, estou bem melhor e centrado no que quero para meu futuro. O Atlético me ajudou bastante a conseguir isso. É uma ajuda que valorizo bastante. Provavelmente, outro clube não teria feito o mesmo por mim - falou em entrevista ao site oficial. | ” |

No período em que esteve afastado dos gramados, o clube pagou os salários do jogador, mas era um tutor que administrava as finanças dele. Já em 2014, tentando recuperar espaço, foi integrado ao Sub-23 do Atlético Paranaense. Longe das drogas, Rodolfo virou capitão do Sub-23

### Fluminense
Foi contratado pelo Fluminense no dia 2 de fevereiro de 2018, por empréstimo do Oeste. No dia 31 de dezembro foi anunciado sua aquisição em definitivo.
No ano de 2019, com a transferência do Júlio César (goleiro titular do Fluminense) para o Grêmio, o goleiro Rodolfo assumiu como titular do clube carioca.
Foi suspenso das partidas por suspeita do uso de cocaína.

### Oeste
Em 2021, após 20 meses parado por conta do doping, foi contratado por empréstimo pelo Oeste. A equipe em 2021 não conseguiu se livrar do rebaixamento à Série D. 
Em 2022, acertou a renovação para a disputa do Campeonato Paulista Série A2 2023.

### Trieste
Em 22 de maio de 2023, acertou com o Trieste, clube amador do Paraná.

## Títulos
Ferroviária
- Campeonato Paulista - Série A2: 2015

Fluminense
- Taça Rio: 2018